# Río Holmul
El  río Holmul se encuentra en el noreste de Guatemala, y fluye a lo largo de la región del Petén hacia la frontera con Belice. Un número importante de yacimientos arqueológicos mayas precolombinos están ubicados en el curso del río tales como Tikal, Nakum, Holmul, El Naranjo, Yaxhá y Witzná.
El río Holmul transcurre por una extensión de 120 km, desde la serranía al norte del lago Macanché, donde se origina, hasta la frontera de Guatemala con Belice, en donde cambia de nombre y se le conoce como río Bravo, que finalmente desemboca en el mar Caribe.